# Ambasciatore del Regno Unito in Brasile
L'ambasciatore del Regno Unito in Brasile è il primo rappresentante diplomatico del Regno Unito in Brasile. Il titolo ufficiale è "ambasciatore di sua maestà britannica nella Repubblica federale del Brasile".

## Lista degli ambasciatori

### Inviato straordinario e ministro plenipotenziario per l'imperatore del Brasile
- 1826:  Henry Chamberlain, I baronetto
- 1826–1828: Robert Gordon[2]
- 1828–1832: John Ponsonby, I visconte Ponsonby[2]
  - 1828: Percy Smythe, VI visconte Strangford[2]
- 1832–1835: Stephen Henry Fox[2]
- 1835–1838: Hamilton Charles James Hamilton[2]
- 1838–1847: William Gore Ouseley[2]
  - 1842: Henry Ellis[2]
- 1847–1850: John Hobart Caradoc, II barone Howden[2]
- 1850–1851: James Hudson[2]
- 1851–1853: Henry Southern[3]
- 1853–1855: Henry Francis Howard[4]
- 1855–1858: Peter Campbell Scarlett[5]
- 1859–1863 maggio: William Dougal Christie
- 1863 maggio: Relazioni diplomatiche sospese.[6]
- 1865–1867: Edward Thornton
- 1867–1879: G B Mathew (dopo G B Mathew)
- 1879–1881: Clare Ford
- 1881–1885: Edwin Corbett
- 1885: Sidney Locock
- 1885–1888: Hugh MacDonell
- 1888–1891: Hugh Wyndham

### Inviato straordinario e ministro plenipotenziario agli Stati Uniti del Brasile
- 1891–1894: Hugh Wyndham
- 1894–1900: Constantine Phipps
- 1900–1906: Henry Dering
- 1906–1915: William Haggard
- 1915–1919: Arthur Peel

### Ambasciatore
- 1919–1921: Ralph Paget
- 1921–1925: John Tilley
- 1925–1930: Beilby Alston
- 1930–1935: William Seeds
- 1935–1939: Hugh Gurney
- 1939–1941: Geoffrey Knox
- 1941–1944: Noel Charles
- 1944–1947: Donald Gainer
- 1947–1952: Nevile Butler
- 1952–1956: Geoffrey Thompson
- 1956–1958: Geoffrey Harrison
- 1958–1963: Geoffrey Wallinger
- 1963–1966: Leslie Fry
- 1966–1969: John Russell
- 1969–1973: David Hunt
- 1973–1977: Derek Dodson
- 1977–1979: Norman Statham
- 1979–1981: George Edmund Hall
- 1981–1984: William Harding
- 1984–1987: John Ure
- 1987–1992: Michael Newington
- 1992–1995: Peter Heap
- 1995–1999: Donald Haskell
- 1999–2004: Roger Bone
- 2004–2008: Peter Collecott
- 2008–2013: Alan Charlton
- 2013–oggi: Alex Ellis[7][8]